# Vincent (Jura)
Vincent és un municipi delegat francès, situat al departament del Jura i a la regió de Borgonya - Franc Comtat. L'any 2007 tenia 314 habitants. L'1 d'abril de 2016, Vincent va fusionar amb Froideville i formar el municipi nou Vincent-Froideville.

## Demografia

### Població
El 2007 la població de fet de Vincent era de 314 persones. Hi havia 120 famílies de les quals 20 eren unipersonals (8 homes vivint sols i 12 dones vivint soles), 40 parelles sense fills, 44 parelles amb fills i 16 famílies monoparentals amb fills.
La població ha evolucionat segons el següent gràfic:
Habitants censats

### Habitatges
El 2007 hi havia 149 habitatges, 118 eren l'habitatge principal de la família, 19 eren segones residències i 12 estaven desocupats. 144 eren cases i 5 eren apartaments. Dels 118 habitatges principals, 99 estaven ocupats pels seus propietaris, 17 estaven llogats i ocupats pels llogaters i 2 estaven cedits a títol gratuït; 2 tenien dues cambres, 18 en tenien tres, 29 en tenien quatre i 69 en tenien cinc o més. 97 habitatges disposaven pel capbaix d'una plaça de pàrquing. A 45 habitatges hi havia un automòbil i a 65 n'hi havia dos o més.

### Piràmide de població
La piràmide de població per edats i sexe el 2009 era:
| Homes | Edats   | Dones |
| ----- | ------- | ----- |
| 0     | 95 o +  | 0     |
| 0     | 90 a 94 | 0     |
| 0     | 85 a 89 | 8     |
| 0     | 80 a 84 | 0     |
| 0     | 75 a 79 | 0     |
| 4     | 70 a 74 | 8     |
| 12    | 65 a 69 | 0     |
| 12    | 60 a 64 | 16    |
| 8     | 55 a 59 | 0     |
| 16    | 50 a 54 | 8     |
| 4     | 45 a 49 | 16    |
| 12    | 40 a 44 | 12    |
| 8     | 35 a 39 | 4     |
| 4     | 30 a 34 | 4     |
| 4     | 25 a 29 | 4     |
| 4     | 20 a 24 | 8     |
| 8     | 15 a 19 | 16    |
| 16    | 10 a 14 | 0     |
| 4     | 5 a 9   | 4     |
| 8     | 0 a 4   | 4     |

## Economia
El 2007 la població en edat de treballar era de 197 persones, 151 eren actives i 46 eren inactives. De les 151 persones actives 145 estaven ocupades (80 homes i 65 dones) i 6 estaven aturades (6 dones i 6 dones). De les 46 persones inactives 20 estaven jubilades, 12 estaven estudiant i 14 estaven classificades com a «altres inactius».

### Ingressos
El 2009 a Vincent hi havia 119 unitats fiscals que integraven 351 persones, la mediana anual d'ingressos fiscals per persona era de 16.479 €.

### Activitats econòmiques
Dels 10 establiments que hi havia el 2007, 1 era d'una empresa extractiva, 2 d'empreses de fabricació d'altres productes industrials, 1 d'una empresa de comerç i reparació d'automòbils, 3 d'empreses de transport, 1 d'una empresa d'hostatgeria i restauració, 1 d'una empresa financera i 1 d'una empresa classificada com a «altres activitats de serveis».
L'únic servei als particulars que hi havia el 2009 era un restaurant.
L'any 2000 a Vincent hi havia 7 explotacions agrícoles.

## Poblacions més properes
El següent diagrama mostra les poblacions més properes.